# Одеський археологічний музей

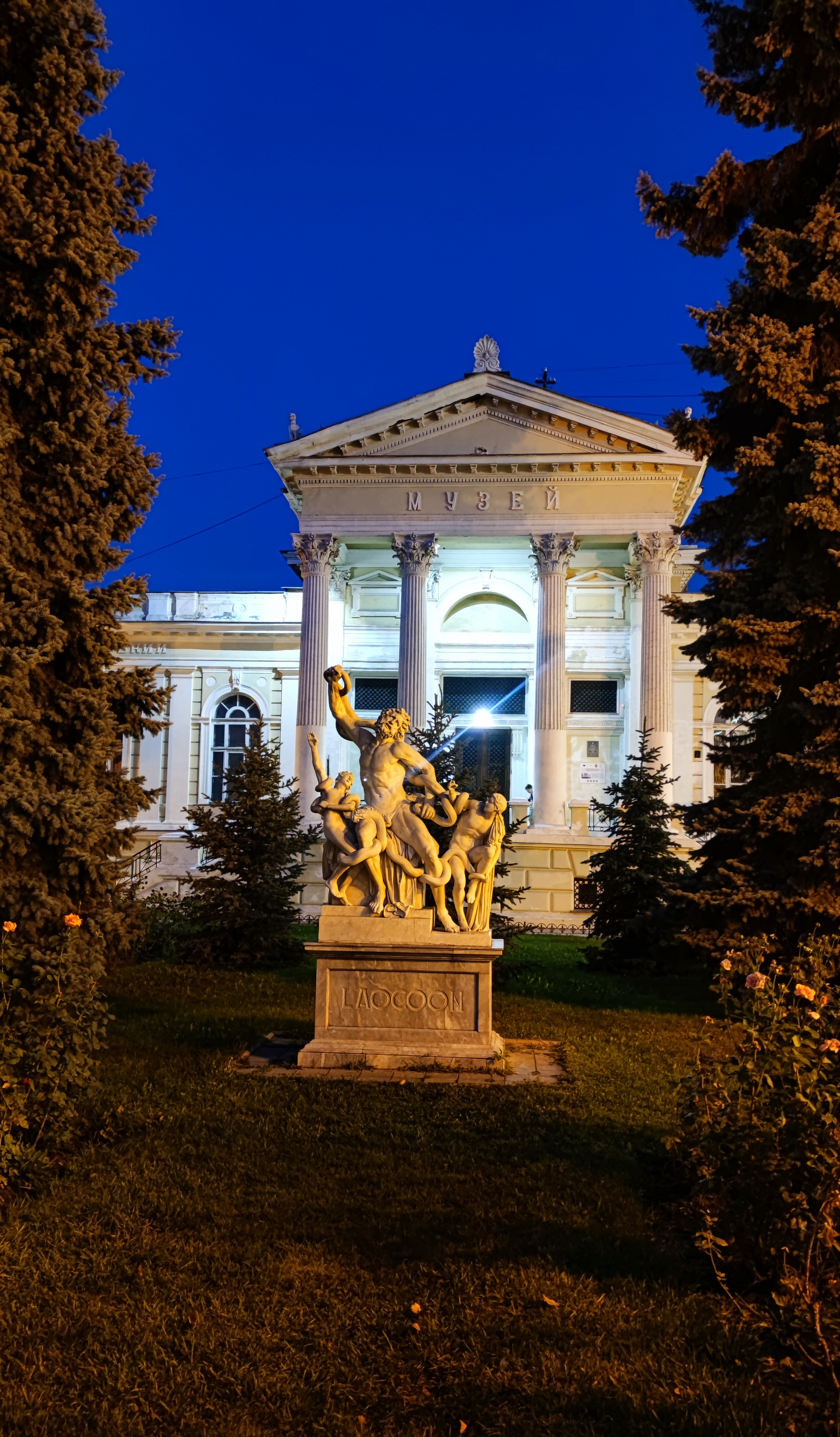
Будівля Археологічного музею, в якій містилась перша в Одесі Публічна бібліотека і працювало перше в Росії Товариство історії та старожитностей, де у 1883 році працював археолог Е. П. фон Штерн, Одеса, вул. Ланжеронівська, 4

Оде́ський археологі́чний музе́й НАН України — найстаріший в Україні археологічний музей, науково-дослідний інститут Відділення історії, філософії та права НАН України, входить до складу Південного наукового центру НАН України та МОН України.

## Історія музею
Заснований в 1825 році як Одеський міський музей старожитностей Бларамбергом Іваном Павловичем. Його розвитку сприяло створене 1839 року Імператорське Одеське товариство історії й старожитностей, що мало право вести розкопки на півдні Російської імперії.
- Першим директором музею був Бларамберг Іван Павлович[1][2].
- У 1913—1919 роках Одеським міським музеєм завідував Варнеке Борис Васильович.
- У 1921—  1930 роках директором музею був Дложевський Сергій Степанович.
- У 1930—1932 роках директором музею був Болтенко Михайло Федорович.
- У 1936—1937 роках директором історико-археологічного музею був Внуков Тихон Митрофанович.
- У 1959—1961 роках археологічним музеєм керував Синицин Мойсей Сергійович.

### Під час російського вторгнення в Україну
20 липня 2023 року, вночі, в результаті ворожого ракетного обстрілу м. Одеси в ході російського вторгнення в Україну, будівля археологічного музею постраждала, відповідно музей для відвідувачів — зачинено. Міністр культури та інформаційної політики України Олександр Ткаченко заявив, що відомство проводить переговори з міжнародними партнерами щодо першочергової консервації постраждалих музеїв. Також Мінкульт закликає ЮНЕСКО «все ж таки назвати ім'я агресора, вкотре переосмислити його роль у керівних органах організації».
31 січня 2025 року, близько 20:00, Росія завдала удару по Одесі балістичними ракетами. За повідомленням голови Одеської обласної військової адміністрації, в результаті вибухів у приміщеннях низки історичних памʼяток, зокрема Одеському археологічному музеї, вибиті вікна та пошкодженно фасад будівлі.

## Експозиційна діяльність
Основний фонд музею являє собою найбільшу колекцію джерел по давньої історії Північного Причорномор'я, він налічує понад 170 тисяч археологічних джерел давньої історії Півдня України від кам'яної доби до середньовіччя, в тому числі 55 тисяч монет, єдина в Україні колекція пам'яток Стародавнього Єгипту, найбільше у державі зібрання античних раритетів.
Найкращі зразки античної скульптури виставлені у вестибюлі будинку, спеціально побудованого для Публічної бібліотеки в 1883 році. У перших двох залах демонструються матеріали, що охоплюють період від появи людини до II тисячоріччя до н. е. Особливий інтерес становлять знахідки з поселень і могильників культур Гумельниця, Трипілля, Усатово, підкурганних поховань і скарбів епохи бронзи, наприклад Антонівський скарб.

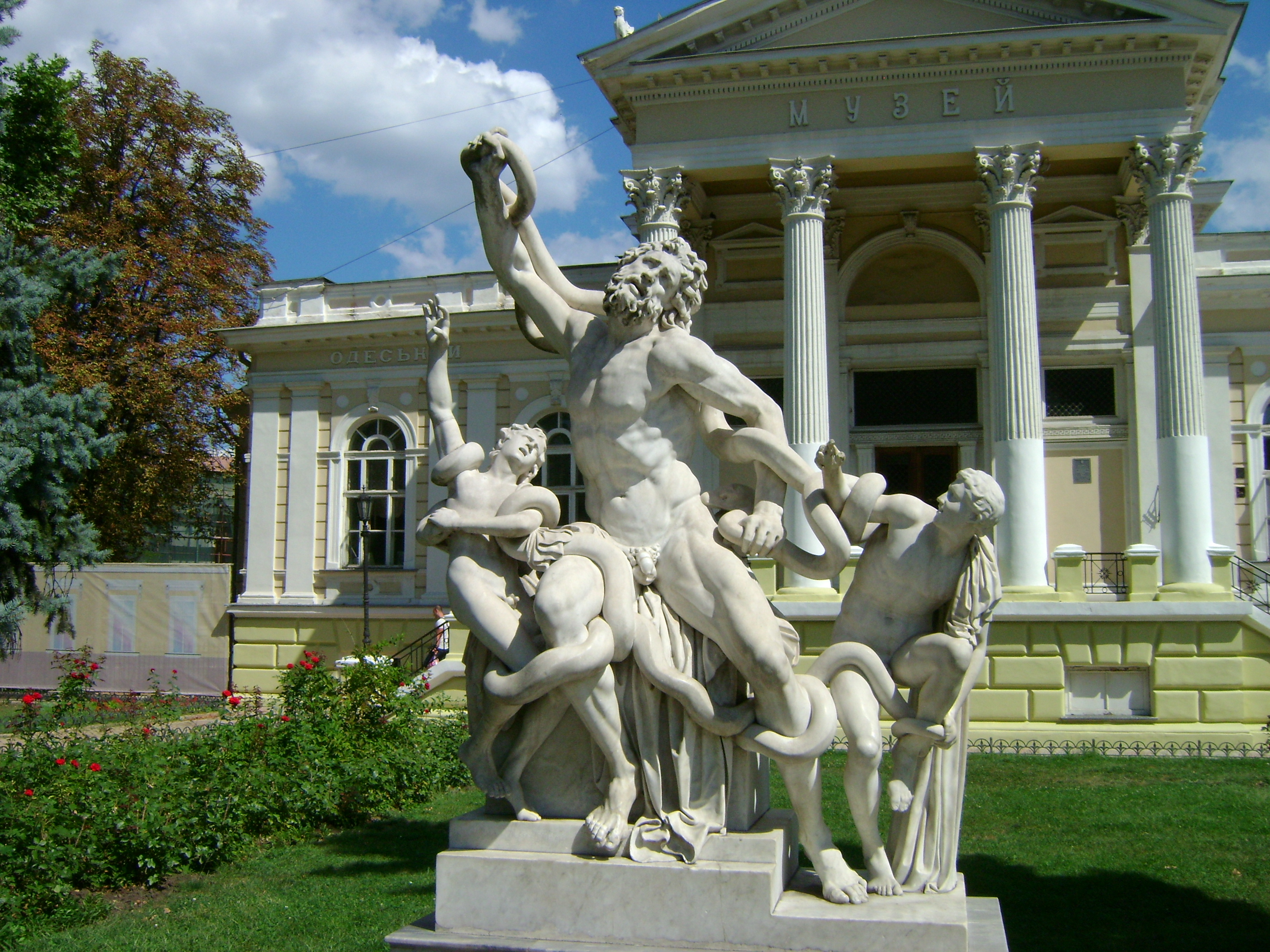
Скульптурна група «Лаокоон» біля входу до музею

Культура скіфських племен, що жили в цей час у степах Причорномор'я, представлена матеріалами з поселень і поховань, предметами озброєння, бронзовими казанами й іншим начинням, прикрасами. До початку першого тисячоріччя н. е. скіфів потіснили сармати, а в III-І вв. н. е. склалося об'єднання племен, представлене предметами Черняхівської культури. Період IX—XI століть відбитий у матеріалах з поселень і міст Київської Русі, Бєлгорода, Кафи-Феодосії, острова Березань.
У «Золотій коморі» музею експонуються справжні речі з дорогоцінних металів, найдавніші з них ставляться до початку другого тисячоліття до н. е. Привертають увагу прикраси зі скіфських і сарматських могильників, середньовічних поховань кочівників, вироби слов'янських умільців.
З 50 тисяч монет, що зберігаються в музеї на огляд виставлені найбільш рідкі із золота й срібла, що випускалися в Давній Греції, Римі, Візантії, Київській Русі. Зокрема демонструється — «златник» князя Володимира, один з двох, які знаходяться в Україні та з 11 загалом відомих екземплярів.
Зібрання єгипетських експонатів — треті за величиною в колишньому СРСР. Тут інтерес становлять дерев'яні й кам'яний саркофаги, похоронний інвентар, кам'яні плити й фрагменти папірусів з ієрогліфами.

## Наукова діяльність
У 1920 — 1930-х роках при музеї існувала аспірантура, в якій навчалися майбутні відомі одеські дослідники (Віркау М.М., Синицин М. С. та інші).
Музей проводить широкі археологічні дослідження на багатьох пам'ятках доби енеоліту, бронзи (наприклад, поселення пізньої трипільської культури Усатово, Маяки). Досліджуються також пам'ятки доби ранньої залізної доби у пониззі Дунаю (Орлівка-Картал), античного часу — на березі Дністровського лиману (місто Ніконій), Одеської затоки — Тилігула. Експедиція музею проводить дослідження на острові Зміїному.
Наукова діяльність музею знаходить відбиття у численних публікаціях, вчені музею підтримують активні наукові зв'язки з вітчизняними та закордонними колегами. Спільна наукова діяльність ведеться з фахівцями Болгарії, Великої Британії, Греції, Данії, Єгипту, Німеччини, Польщі, Румунії, Франції та ін. Музей бере участь у виставках за кордоном.

## Галерея

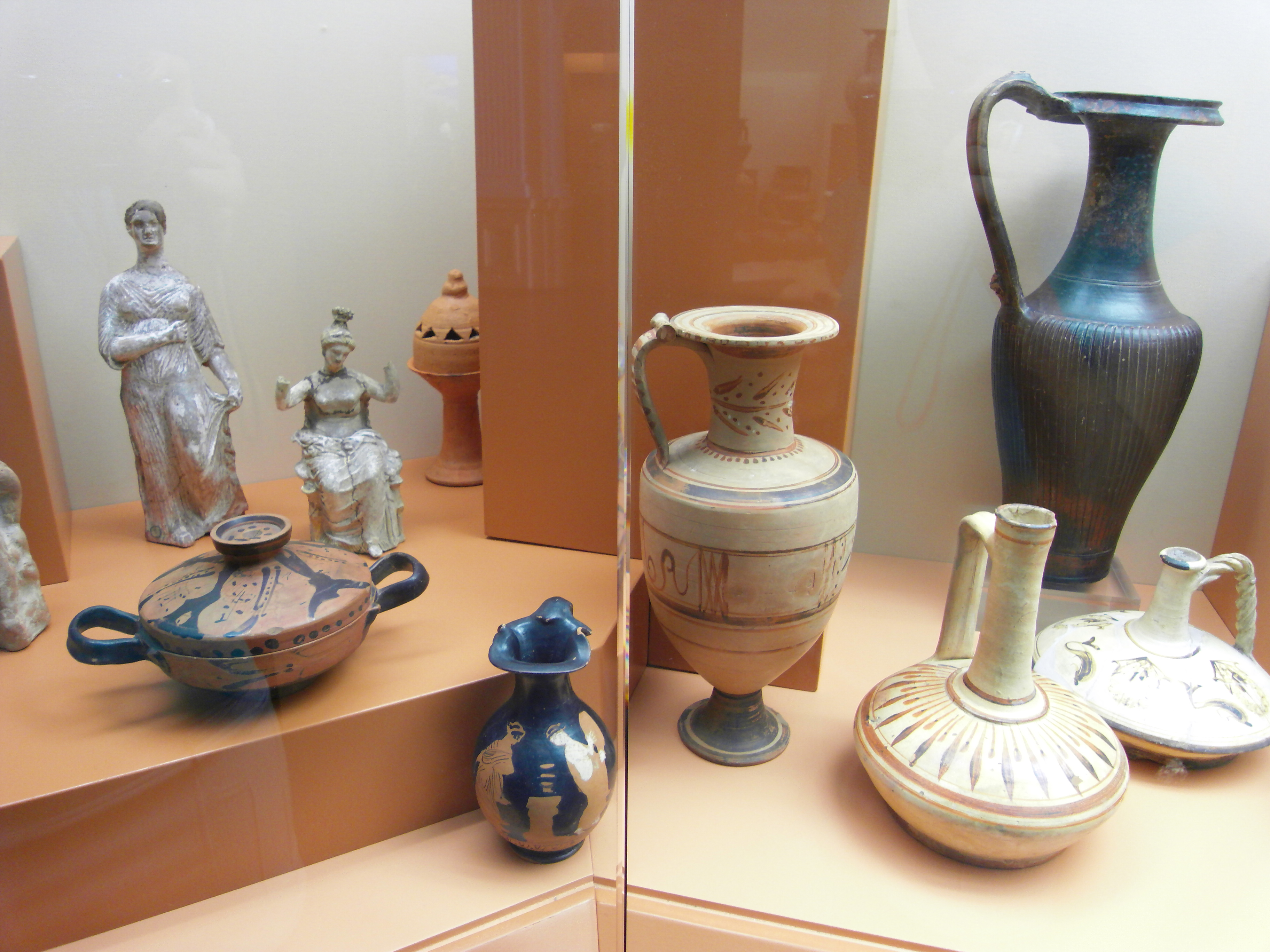
Давньогрецька кераміка
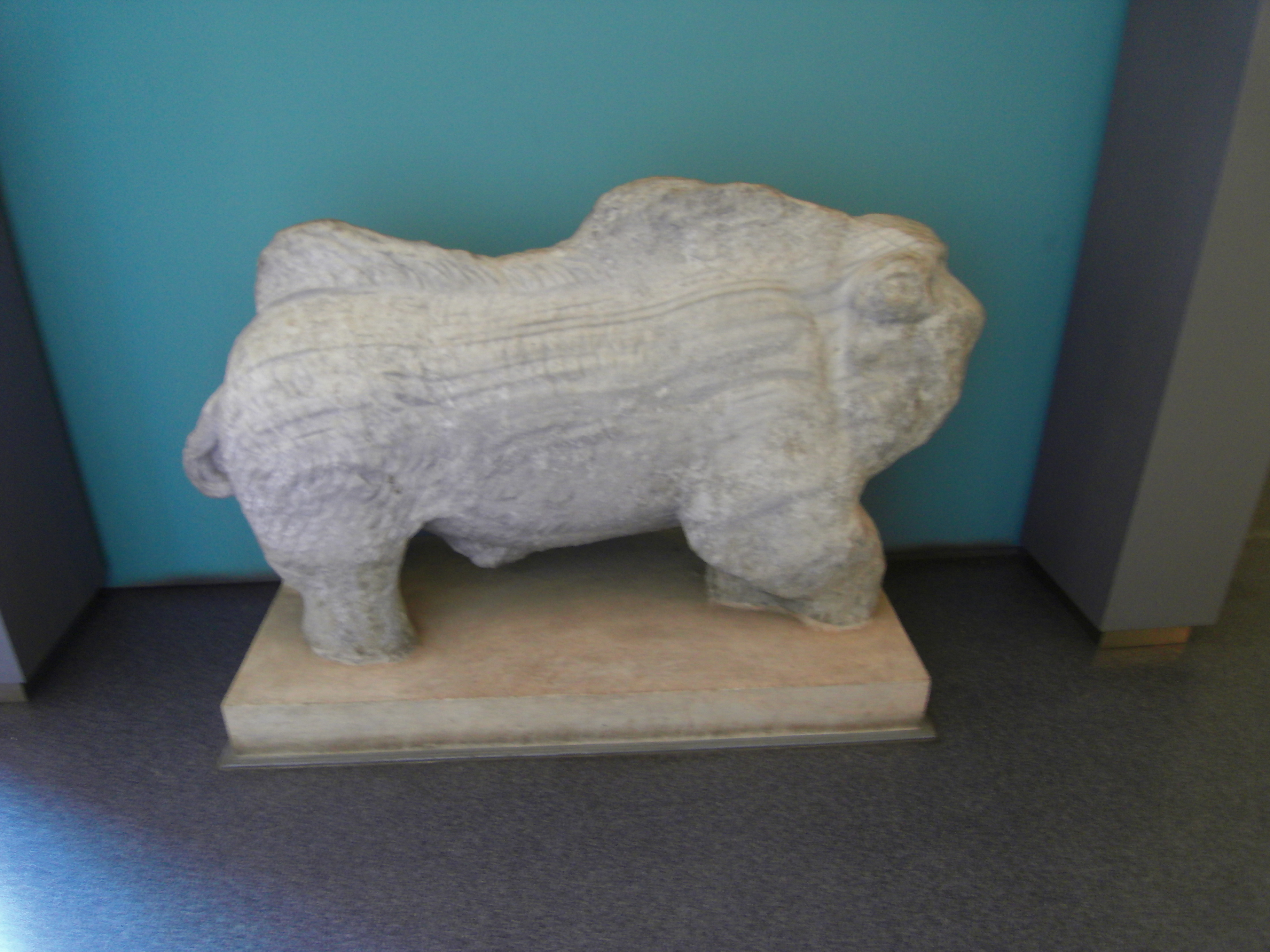
Мармуровий бик, Ніконій
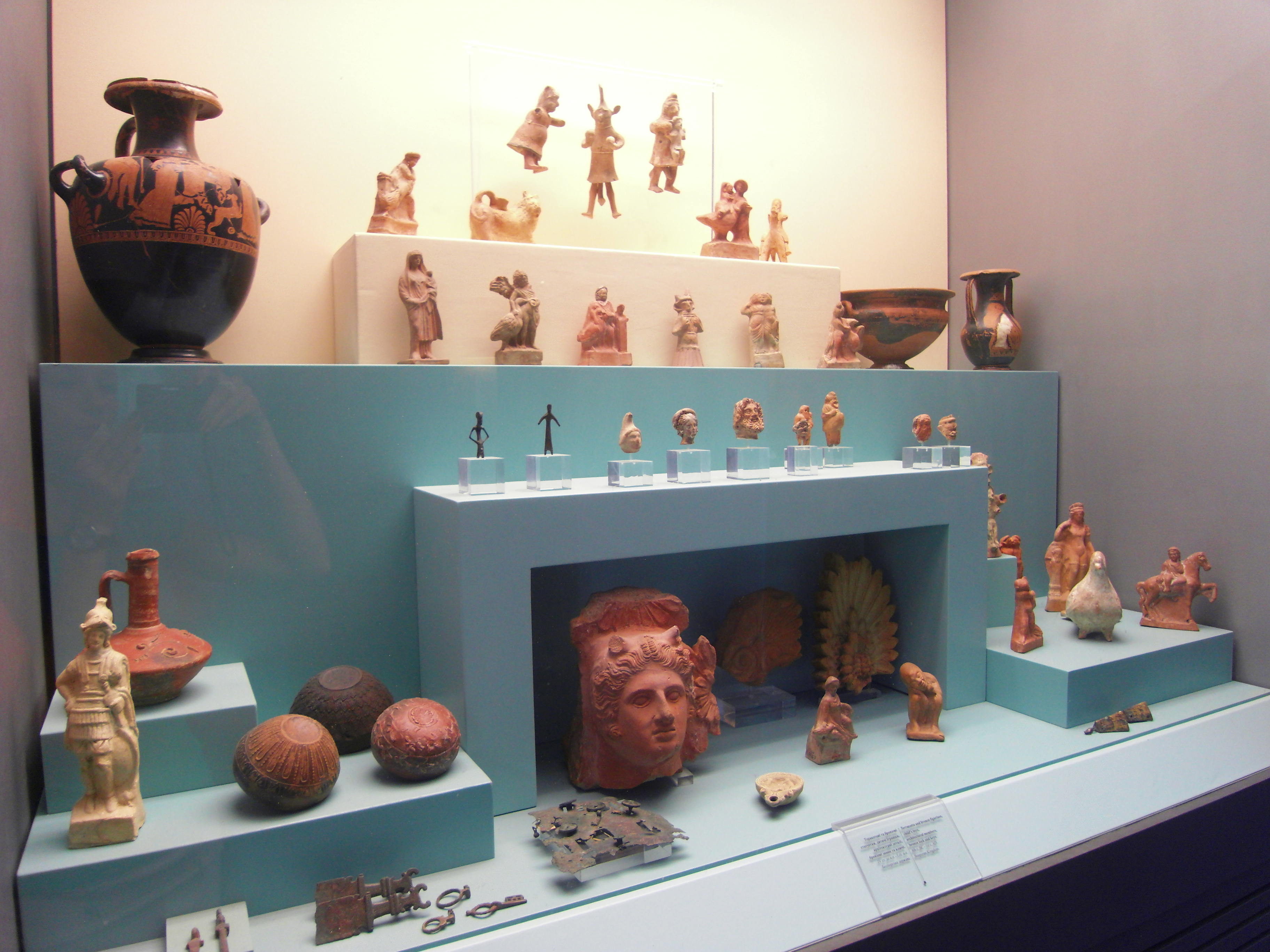
Теракотові та бронзові статуетки, Боспорська держава
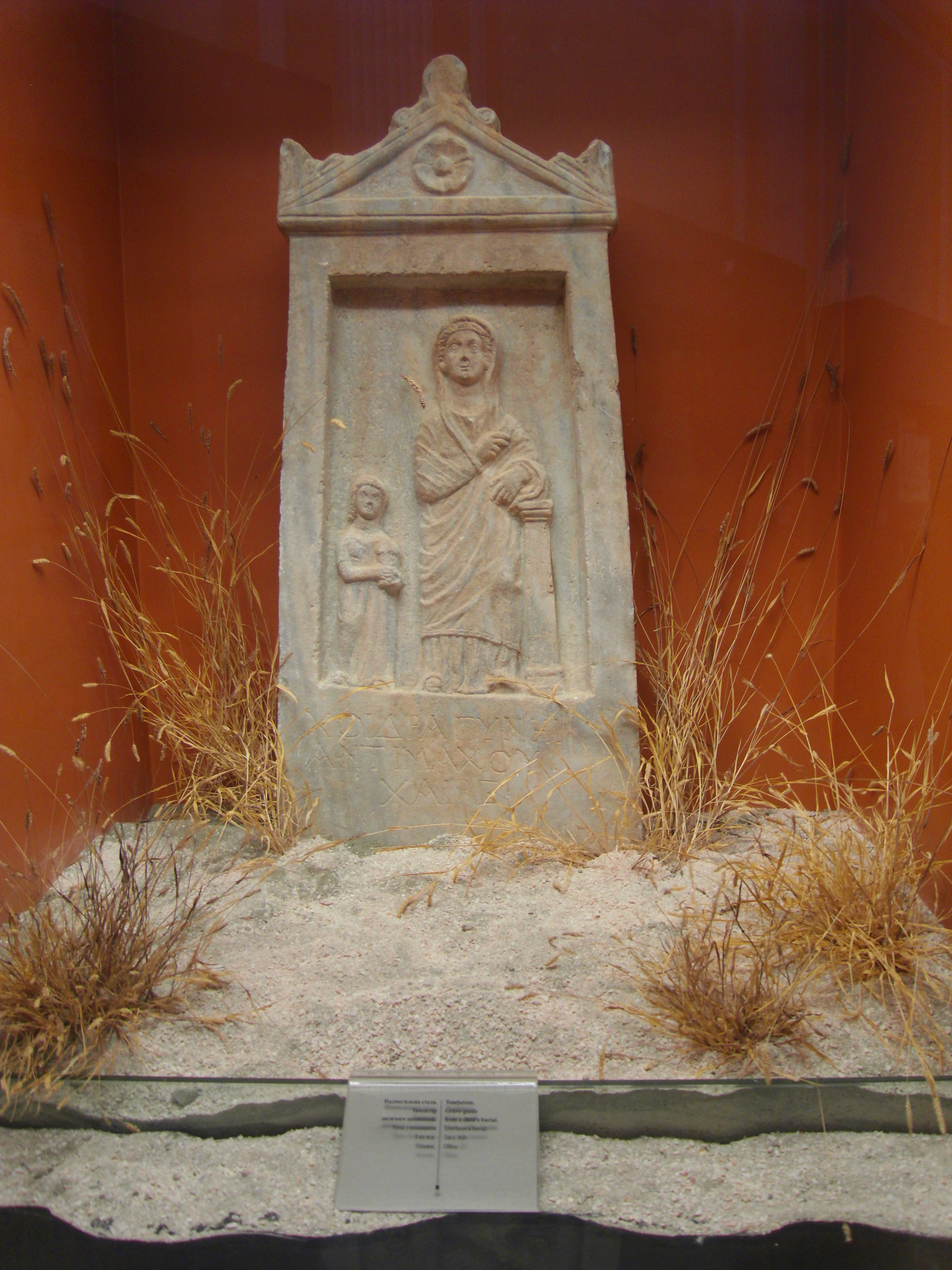
Поховальна стела з Ольвії
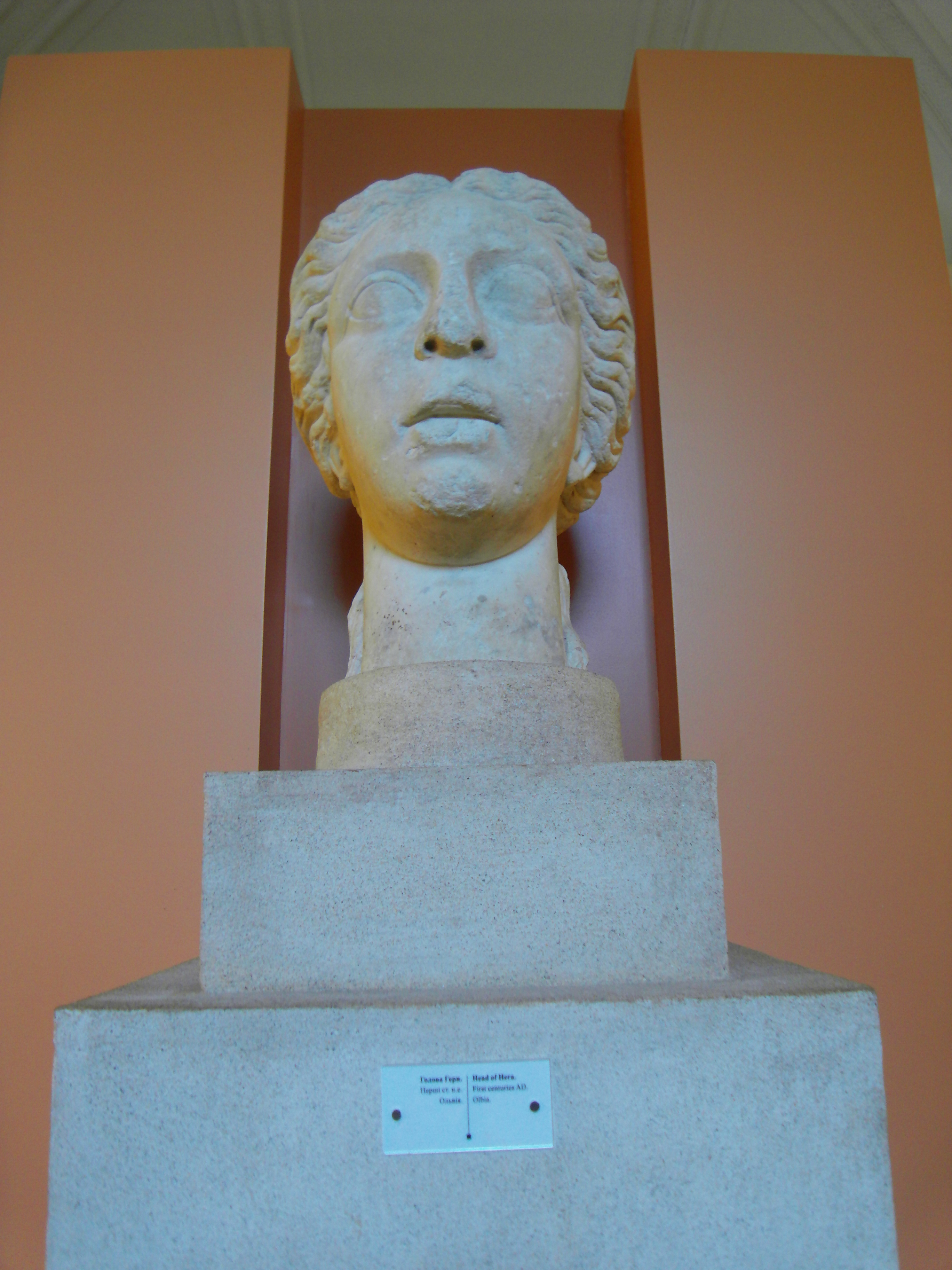
Голови Гери з Ольвії
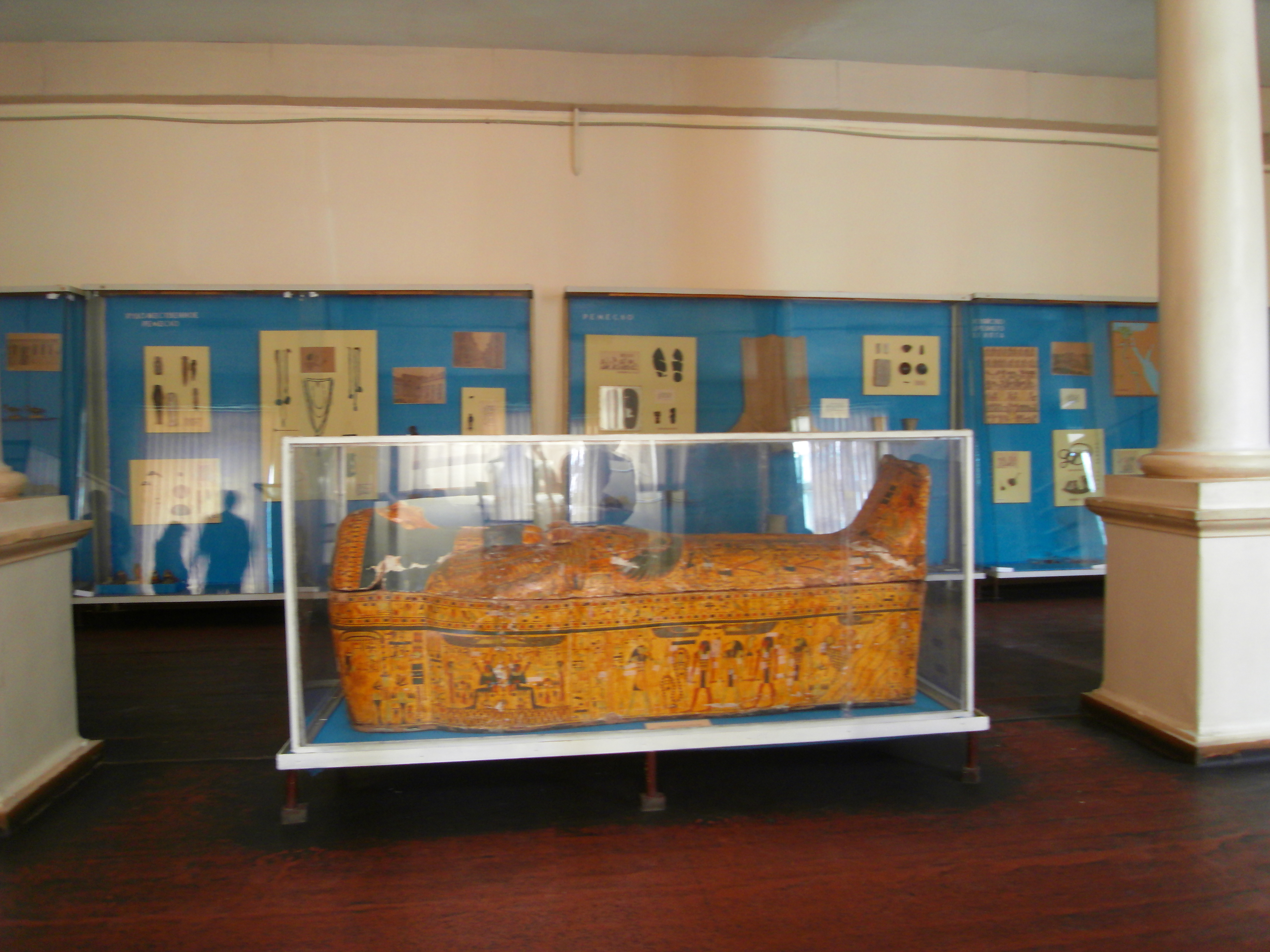
Давньоєгипетський саркофаг
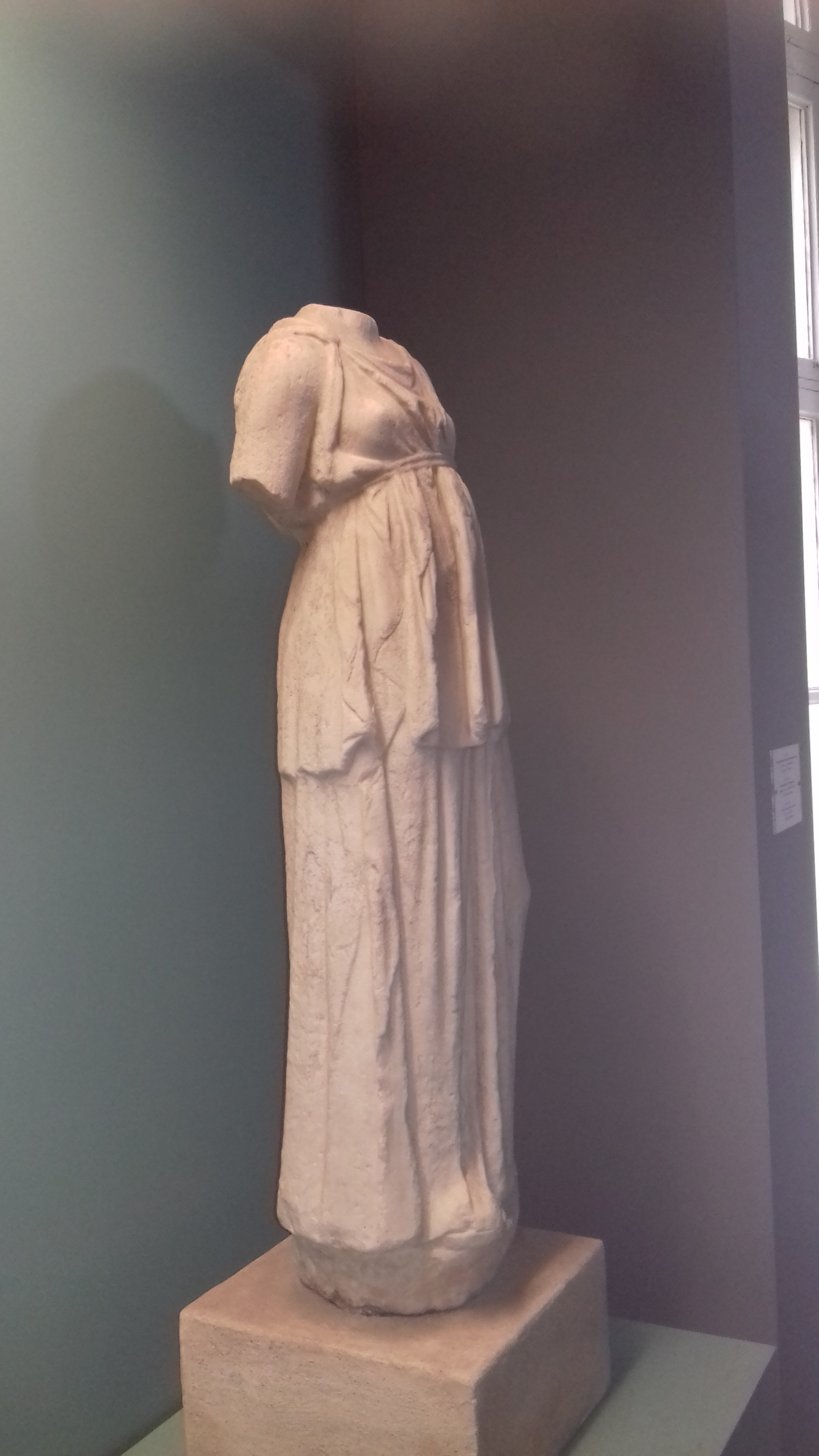
Статуя Артеміди (IV століття до н. е.)
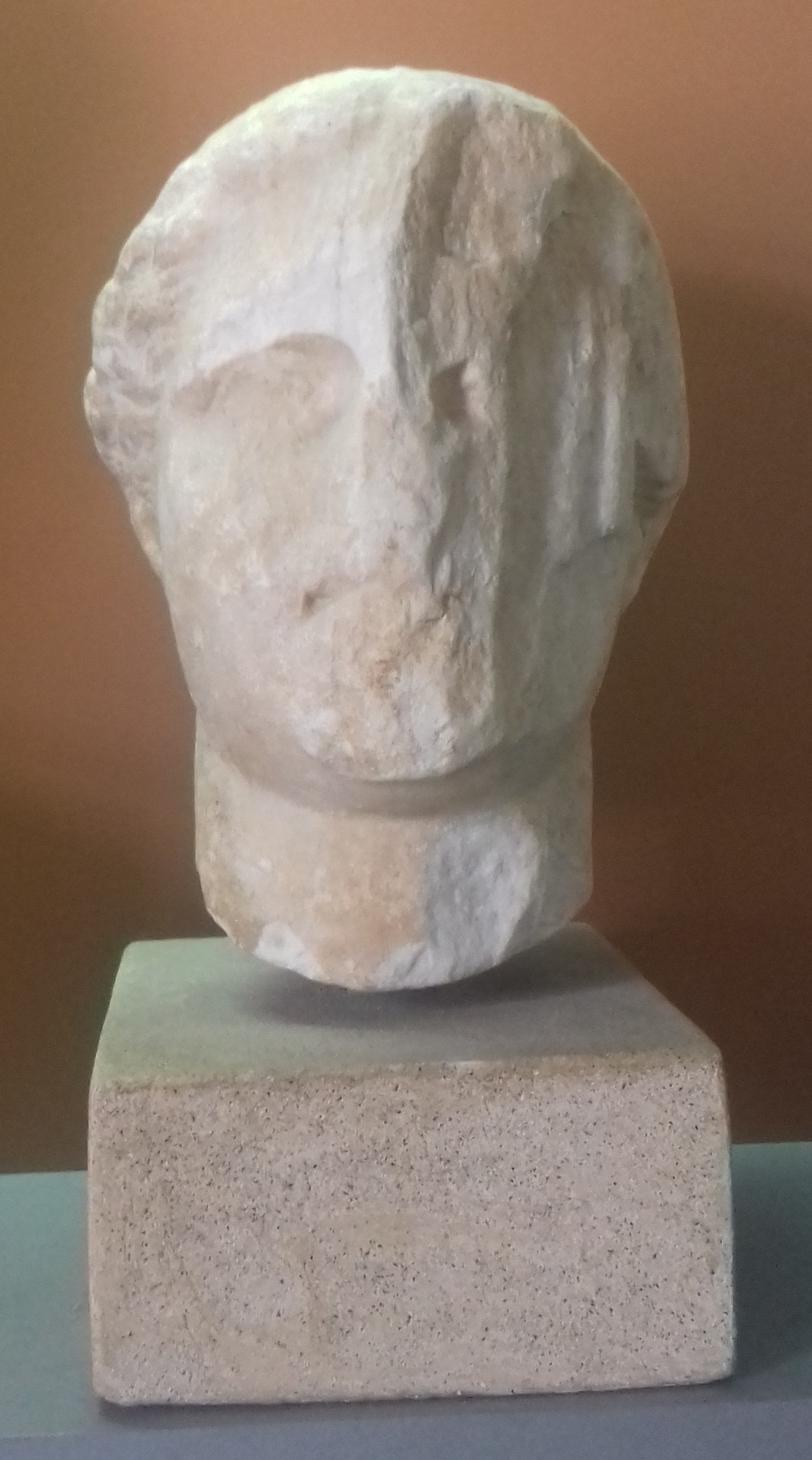
Жіноча голова в пов'язці (IV століття до н. е.)